# Militärbegravning (Sverige)

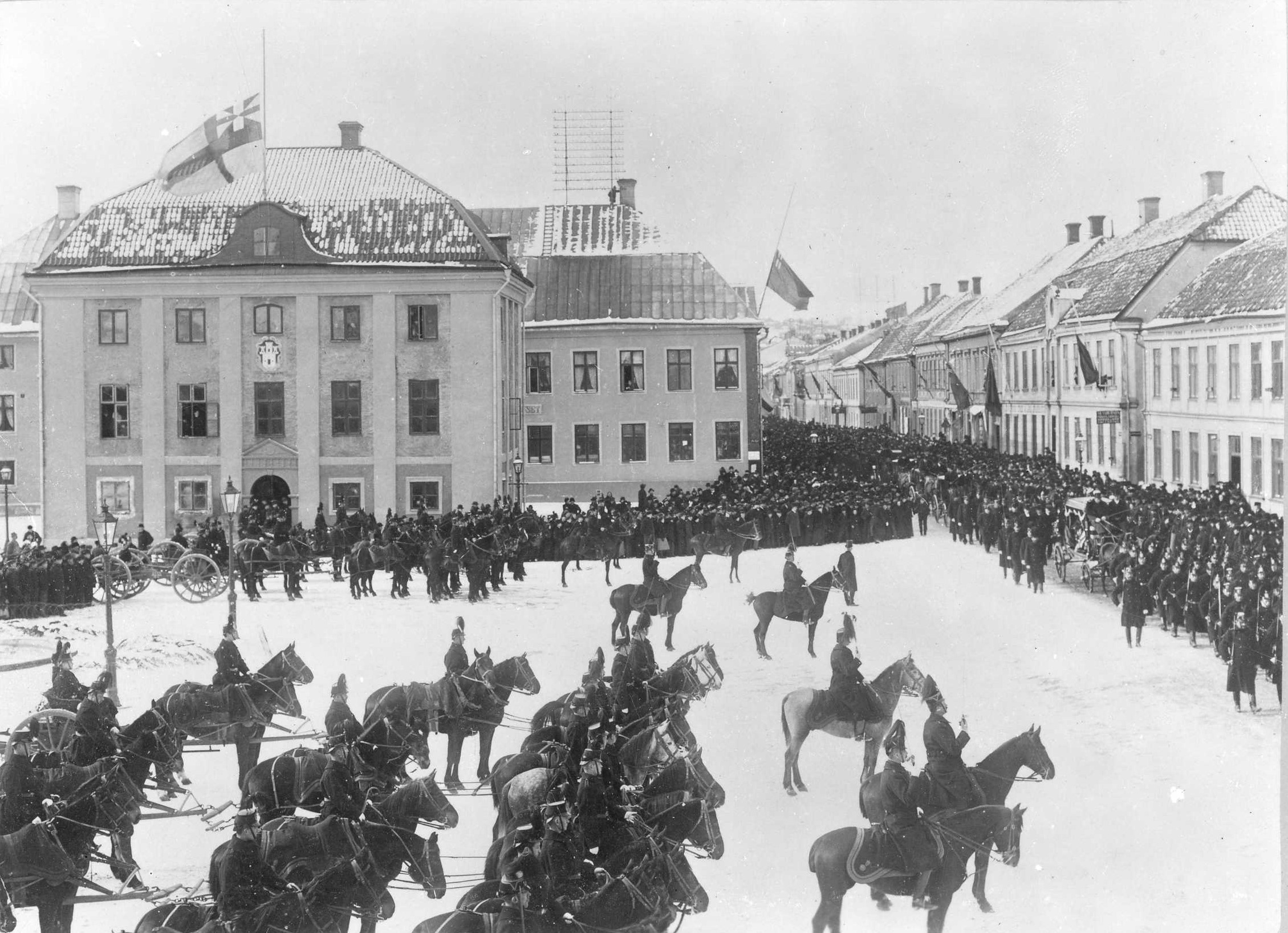
En militärbegravning i Jönköping, cirka 1896-1905. Smålands artilleriregemente paraderar på Stora Torget.

En militärbegravning är i Sverige en begravning som är möjlig för den som förolyckas eller stupar i tjänsten inom Försvarsmakten, alltså för personer som är verksamma inom det svenska militära försvaret.

## Nuvarande former för svensk militärbegravning
Detta omfattar både utlandstjänst och vid verksamhet i Sverige. Chefen för den enhet som den avlidne tillhörde kontaktar dennes anhöriga och erbjuder dessa en militärbegravning, men det är upp till de anhöriga att bestämma om så skall ske.

### Begravningen[1]
Den avlidnes kista skall vara svept i en svensk örlogsflagga, eller i en normal tvärskuren svensk flagga. Flaggans kors skall placeras ovanpå kistan mot huvudändan. På flaggan placeras den avlidnes militära huvudbonad på kistans övre del (närmast huvudet), utmärkelsetecken såsom medaljer och utbildningstecken läggs på ett hyende nedanför huvudbonaden och nedanför dessa sidogevär med spetsen nedåt, vilket vanligtvis är sabel eller stickert för officer, eller bajonett för soldater. Varken sabel, stickert eller bajonettblad ligger draget på kistan, utan vilar i sin respektive balja.
Blomsterkransar får inte placeras på kistan vid en militärbegravning, utan placeras lämpligen nedanför eller runt kistan.
Om den avlidne deltagit i krig eller stupat i internationell tjänst får honnörssalva skjutas i samband med gravsättningen eller om denna inte sker i samband med begravningen, när de tre skovlarna mull (eller liknande) faller på kistan.
Vid begravningen kommer Försvarsmakten paradera med följande styrka;
- Förbandets fana med fanförare
- Hedersvakter såsom kistbärare. Dessa ska bära paraddräkt, med sidogevär och utmärkelser samt ha huvudbonanden påtagen även inne i kyrkan. Sorgtecken ska bäras.[2] Kistan bäres av officerare vid officers begravning, eller av sjömän/soldater ur den avlidnes grupp eller pluton om personen inte var officer.
- Honnörsstyrka för avgivande av honnörssalvan (om detta genomförs enligt ovan)
- Musikkår

Innan kistan sänks i graven, eller efter ceremonin, skall flaggan tas av och vikas ihop enligt gällande svensk militär vikning. Den vikta flaggan skall endast visa blå färg, och skall vid lämpligt tillfälle överlämnas till de anhöriga. Flaggan anses efter detta förbrukad, och skall inte längre användas såsom flagga.
Honnörssalvan avges av ditkommenderad honnörsstyrka, och avges med två salvor.
Vid avslutning av begravningsceremonin blåses regementets igenkänningssignal samt tapto.

## Äldre former för svensk militärbegravning
Äldre svenska militärbegravningar följde ett liknande mönster som nuvarande, men vissa skillnader framträder. Då varje svenskt regemente hade en egen pastor förrättades begravningen ofta av denne, i närvaro av många representanter för det egna regementet. Regementets egen musikkår spelade begravningsmusiken, och efter själva begravningsgudstjänsten sköt honnörsstyrkan en generalsalva (alla skott avlossas samtidigt) i luften, varefter man avsköt samma antal skott ned i själva graven, dock skedde detta rotevis.